# 卢特纳农村居民点
卢特纳农村居民点（俄语：Лутенское сельское поселение）是俄罗斯联邦布良斯克州克列特尼亚区所属的一个农村居民点。其下辖有20个居民点，行政中心为卢特纳。据2015年统计，该农村居民点的人口为1289人。